# Rupsa
Rupsa è un sottodistretto (upazila) del Bangladesh situato nel distretto di Khulna, divisione di Khulna. Si estende su una superficie di 120,15 km² e conta una popolazione di 179.519  abitanti (dato censimento 2011).